# Zhou Xun
Zhou Xun (chiń. 周迅; pinyin Zhōu Xùn; ur. 18 października 1974 w Quzhou) – chińska aktorka i piosenkarka.
Stała się znana dzięki roli w filmie Lou Ye Suzhou (2000). Sukcesem była również jej rola małej Chinki w filmie Dai Sijie Balzac i mała Chinka (2002), rola Xiaowei w produkcji Gordona Chana Hua pi (2008) i rola Nanzi w filmie Hu Mei Konfucjusz (2010). W 2011 zagrała rolę Liu Xin w Daai mo seut si, a rok później potrójną rolę w Atlasie chmur rodzeństwa Wachowskich. Jest pierwszą i jedyną aktorką w historii, która otrzymała wszystkie główne nagrody filmowe kontynentalnych Chin, Hongkongu i Tajwanu. Jako piosenkarka w 2003 wydała album "Summer", a w 2005 "Come Across". W 2014 poślubiła aktora Archiego Kao.

## Wybrana filmografia
- 2017: Nadejdzie nasz czas jako Fong Lan
- 2014: Sposób na mężczyznę jako Zhang-hui
- 2013: Qie Ting Feng Yun 3 jako Yue-hua
- 2012: Hua Pi 2 jako Xiaowei
- 2012: Atlas chmur jako Talbot, Yoona-939 i Rose
- 2011: Latające miecze ze Smoczej Bramy jako Ling Yanqiu
- 2011: Wielki magik jako Liu Xin
- 2010: Konfucjusz jako Nan Zi
- 2010: Prawdziwa legenda jako Yuan Ying
- 2009: Wiadomość jako Gu Xiaomeng
- 2008: Hua pi jako Xiaowei
- 2002: Balzac i mała Chinka jako mała Chinka
- 2001: Rower z Pekinu jako Qin
- 2000: Suzhou jako Lou Ye
- 1998: Cesarz i zabójca jako niewidoma dziewczyna
- 1996: Xiao jiao qi mou sheng ji jako Yang Yang